# Иннаби
Иннаби, или Иннабы (азерб. İnnabı) — азербайджанский народный импровизационный преимущественно женский танец умеренного темпа. Относится к числу наиболее популярных сольных женских танцев Азербайджана.

## Этимология
Танец носит название одного из наиболее любимых в народе растений — плода фруктового дерева зизифуса, именуемого в Закавказье также иннаб.

## Музыкальная характеристика
Музыкальный размер — 6/8 (3/4), темп — умеренно живой. Лад — раст.

## Исполнение
Иннаби исполняется молодыми женщинами и девушками на девичьих вечеринках, свадьбах и празднествах. Исполняется как соло, так и парами. Во время исполнения танца двумя девушками, Иннаби начинается с того, что одна из девушек пытается вовлечь в танец свою подругу. Подруга сначала шутливо сопротивляется, но потом вступает в танец. Движения в танце плавные, спокойные. Танец чаще всего сопровождается музыкальным ансамблем сазандарей, состоящим из народных инструментов — тара, кеманчи и бубна дафа, используемых также азербайджанскими сазандарами. В начале XX века утвердился как бытовой танец.

## В культуре
Мелодия танца звучит в первом действии написанной в 1935 году оперы «Наргиз» азербайджанского композитора Муслима Магомаева.